# Przebędowo (województwo wielkopolskie)
Przebędowo – wieś w Polsce położona w województwie wielkopolskim, w powiecie poznańskim, w gminie Murowana Goślina, graniczy z miastem Murowana Goślina.

## Położenie
Przebędowo położone jest w północno–wschodniej części powiatu poznańskiego, nad strugą Goślinka, ok. 21 km od Poznania.

## Przynależność administracyjna
Wieś szlachecka, własność wojewody płockiego Piotra Potulickiego, około 1580 roku leżała w powiecie poznańskim województwa poznańskiego.
| Przebędowo • w 1580 było położone w powiecie poznańskim, województwa poznańskiego • pod koniec XIX w. (1888) przynależało administracyjnie do powiatu obornickiego | Przebędowo • w 1580 było położone w powiecie poznańskim, województwa poznańskiego • pod koniec XIX w. (1888) przynależało administracyjnie do powiatu obornickiego | Przebędowo • w 1580 było położone w powiecie poznańskim, województwa poznańskiego • pod koniec XIX w. (1888) przynależało administracyjnie do powiatu obornickiego | Przebędowo • w 1580 było położone w powiecie poznańskim, województwa poznańskiego • pod koniec XIX w. (1888) przynależało administracyjnie do powiatu obornickiego |
| Okres | Jednostka administracyjna | Jednostka administracyjna | Jednostka administracyjna |
| --- | --- | --- | --- |
| 1975–1998 | województwo poznańskie | województwo poznańskie | gmina Murowana Goślina |
| 1999– | województwo wielkopolskie | powiat poznański | gmina Murowana Goślina |

## Historia
Przebędowo (wymieniane także jako Przebendowo, Przependowo) w 1388 było własnością Mikołaja Brzechwy, który później pisał się Przebędowskim. Pod koniec XVIII w. wieś była w posiadaniu Władysława Gurowskiego herbu Wczele, w latach 1773–1775 w sejmie wyznaczono specjalną komisję, dotyczącą rozgraniczenia dóbr Gurowskiego z dobrami Gądkowskich. Przebędowo pod koniec XIX w. wraz z folwarkiem Garganowo i Trojanowo (obszar dworski, dominium) liczyło 570 mieszkańców. We wsi była gorzelnia parowa, młyn wodny i cegielnia, specjalizowano się w hodowli bydła, owiec i koni. Przy dworze, zbudowanym w 1890, odkopano grobowisko, w którym znaleziono m.in. czarne naczynia z pokrywami i brązowy pierścionek, a naprzeciwko dworu – cmentarzysko. 

## Zabytki
Obiekty wpisane w rejestr zabytków województwa wielkopolskiego:
- zespół dworski (1890–XX w.); nr rej.: 1693/A z 4.04.1975:
  - dwór
  - park

## Komunikacja publiczna
Przez wieś przebiega linia kolejowa 356 Poznań Wschód–Bydgoszcz Główna z przystankiem kolejowym Przebędowo, zatrzymują się na nim pociągi Kolei Wielkopolskich relacji Poznań Główny–Gołańcz.